# 赵家治
赵家治（1942年—），男，汉族，吉林辽源人，中华人民共和国政治人物，曾任吉林省政协副主席，第九届全国政协委员。